# فرودگاه باهیا دا لوس انگلس
فرودگاه باهیا دا لوس انگلس (به انگلیسی: Bahía de los Ángeles Airport) یک فرودگاه همگانی با کد یاتا BHL است که یک باند فرود آسفالت دارد و طول باند آن ۱۴۸۰ متر است. این فرودگاه در کشور مکزیک قرار دارد و در ارتفاع ۱۰٫۳ متری از سطح دریا واقع شده‌است.